# 4809-es mellékút (Magyarország)
A 4809-es mellékút egy bő 21 kilométeres hosszúságú, négy számjegyű mellékút Hajdú-Bihar vármegye keleti részén: a 47-es főút sárándi szakaszától vezet Létavértesig.

## Nyomvonala
Sáránd központjának északnyugati részén ágazik ki a 47-es főútból, annak a 13+450-es kilométerszelvénye táján, kelet-délkelet felé. Bagosi utca néven húzódik a község házai között; első méterei után keresztezi a Debrecen–Sáránd–Nagykereki-vasútvonal nyomvonalát, majd nem sokkal később észak felől mellé simulnak a Debrecen–Sáránd–Létavértes-vasútvonal vágányai. 1,2 kilométer után lép ki a belterületről, és még a második kilométere előtt átlép a következő helység, Hajdúbagos határai közé. A 3+150-es kilométerszelvénye táján éri el e község első házait, elhalad Hajdúbagos megállóhely mellett, kiágazik belőle dél felé a faluközpontba vezető 48 104-es számú mellékút, majd végighúzódik a lakott terület északi szélén, Wass Albert utca néven, s még a negyedik kilométerének elérése előtt újra külterületek közé ér.
5,9 kilométer után éri el Hosszúpályi nyugati határszélét, bő 6,5 kilométer után pedig kissé eltávolodik a vasúttól. Kicsivel ezután el is éri a település első házait, ott előbb ugyancsak a Bagosi út nevet veszi fel, majd Árpád utca lesz a neve. A központban, 8,6 kilométer után csatlakozik hozzá északnyugat felől a 4808-as út, alig száz méternyi hosszban közös szakaszon haladnak, Szabadság tér néven, délkelet felé, majd a 4808-as délnek fordul, a 4809-es pedig ismét keletebbnek veszi az irányt. A továbbiakban a Kossuth Lajos utca nevet viseli, a belterület keleti széléig, amit nagyjából 10,2 kilométer után ér el.
10,7 kilométer megtételét követően szeli át a következő község, Monostorpályi határszélét, 11,4 kilométer után pedig már a település házai mellett húzódik, Létai utca néven. A belterületnek csak a déli peremén halad el, a központba csak a 48 105-ös számú mellékút vezet, amely a 11+750-es kilométerszelvénye közelében ágazik ki belőle, észak felé. 12,6 kilométer után hagyja maga mögött Monostorpályi legkeletebbi házait, 14,4 kilométer után pedig végleg elhagyja a települést.
Létavértes területén folytatódik, amely két, korábban önálló község, Vértes és Nagyléta egyesítésével jött létre. Az út előbb – a 18. kilométerétől – Vértes házai között halad el, melynek központjában, északkeletnek fordulva keresztezi a 4814-es utat, annak 24+550-es kilométerszelvényénél, majd az Arany János utca nevet veszi fel, s a 20. kilométere táján újból keletnek veszi az irányt. Hamarosan elhalad Létavértes vasútállomás mellett, és nem sokkal ezt követően, Nagyléta településrész északi részében véget is ér, beletorkollva a 4807-es útba, annak a 16+600-as kilométerszelvénye közelében.
Teljes hossza, az országos közutak térképes nyilvántartását szolgáló kira.kozut.hu adatbázisa szerint 21,046 kilométer.

## Története
A Kartográfiai Vállalat 1990-ben megjelentetett Magyarország autóatlasza a teljes szakaszát kiépített, pormentes útként tünteti fel.

## Települések az út mentén
- Sáránd
- Hajdúbagos
- Hosszúpályi
- Monostorpályi
- Létavértes